# Wieniedikt Abdank-Kossowski
Wieniedikt Aleksandrowicz Abdank-Kossowski (Habdank-Kossowski), ros. Венедикт Александрович Абданк-Коссовский (ur. 1 lutego 1918 w Moskwie, zm. 10 grudnia 1994 r. w Syracuse) – wojskowy armii litewskiej, emigracyjny działacz polityczno-społeczny.
W 1921 r. jego rodzina wyjechała na Litwę, gdzie zamieszkała w Kownie. Wieniedikt A. Abdank-Kossowski ukończył miejscowe gimnazjum rosyjskie, po czym wstąpił do litewskiej armii. Od 1936 r. działał w Narodowym Związku Nowego Pokolenia (NTSNP). W 1944 r. z powodu zbliżania się Armii Czerwonej przedostał się do III Rzeszy. Znalazł się w obozie pracy „Berg” w Austrii, gdzie ukończył kurs geodetów. Po zakończeniu wojny zajmował się ratowaniem byłych obywateli sowieckich przed deportacją do ZSRR. W 1949 r. wyemigrował do Maroka, gdzie w Casablance pracował jako geometra. Utworzył tam teatr rosyjski. Był jednym z przywódców miejscowej kolonii rosyjskiej. W 1956 r. wystąpił z NTS. W 1961 r. zamieszkał w USA. Uczył języka rosyjskiego w szkole wojskowej. Od 1976 r. przewodniczył oddziałowi w Syracuse Kongresu Rosyjskich Amerykanów. W 1982 r. współorganizował wszechamerykański zjazd organizacji rosyjskich. W 1993 r. pierwszy raz odwiedził Rosję.